# Almudena-Kathedrale

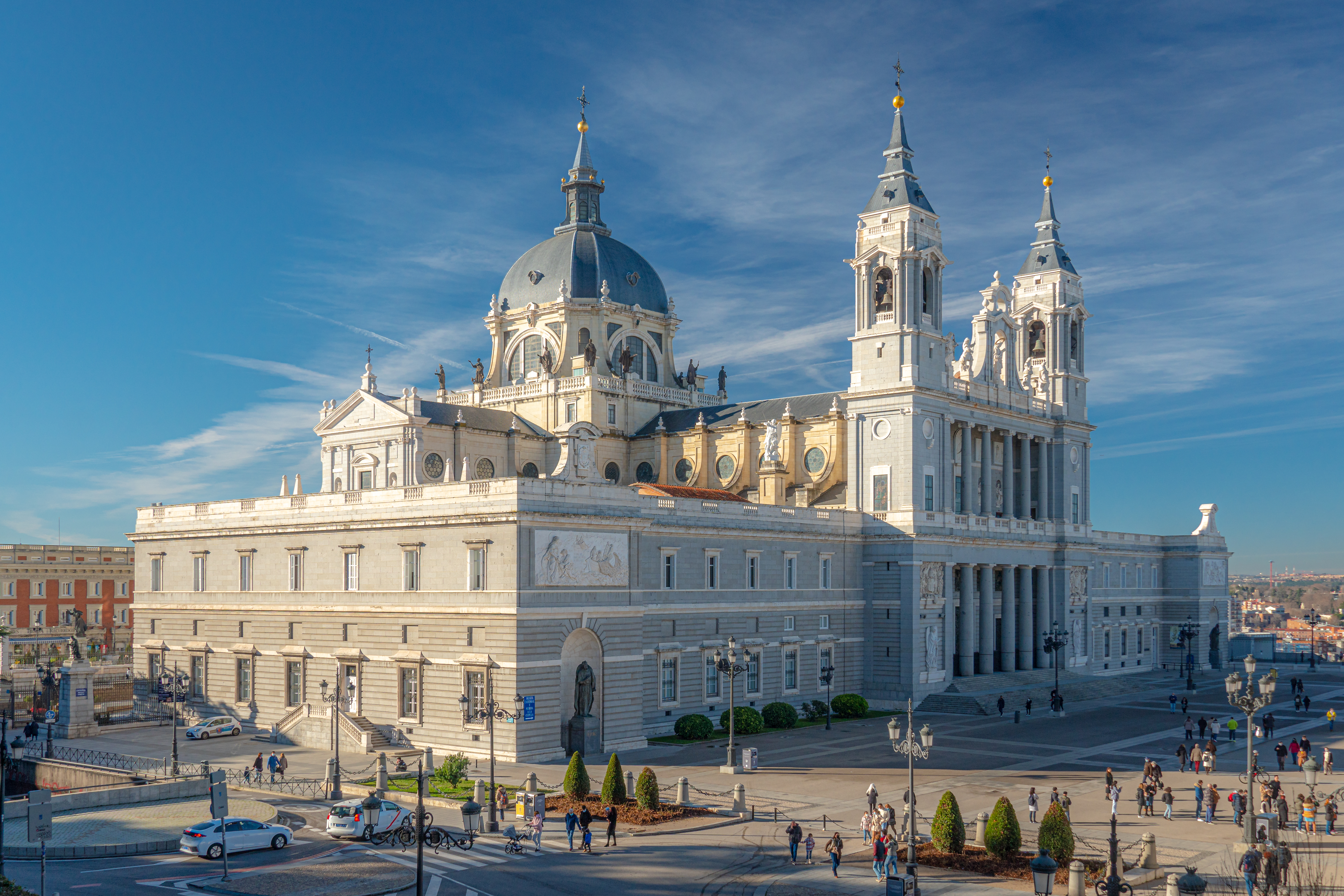
Die Almudena-Kathedrale

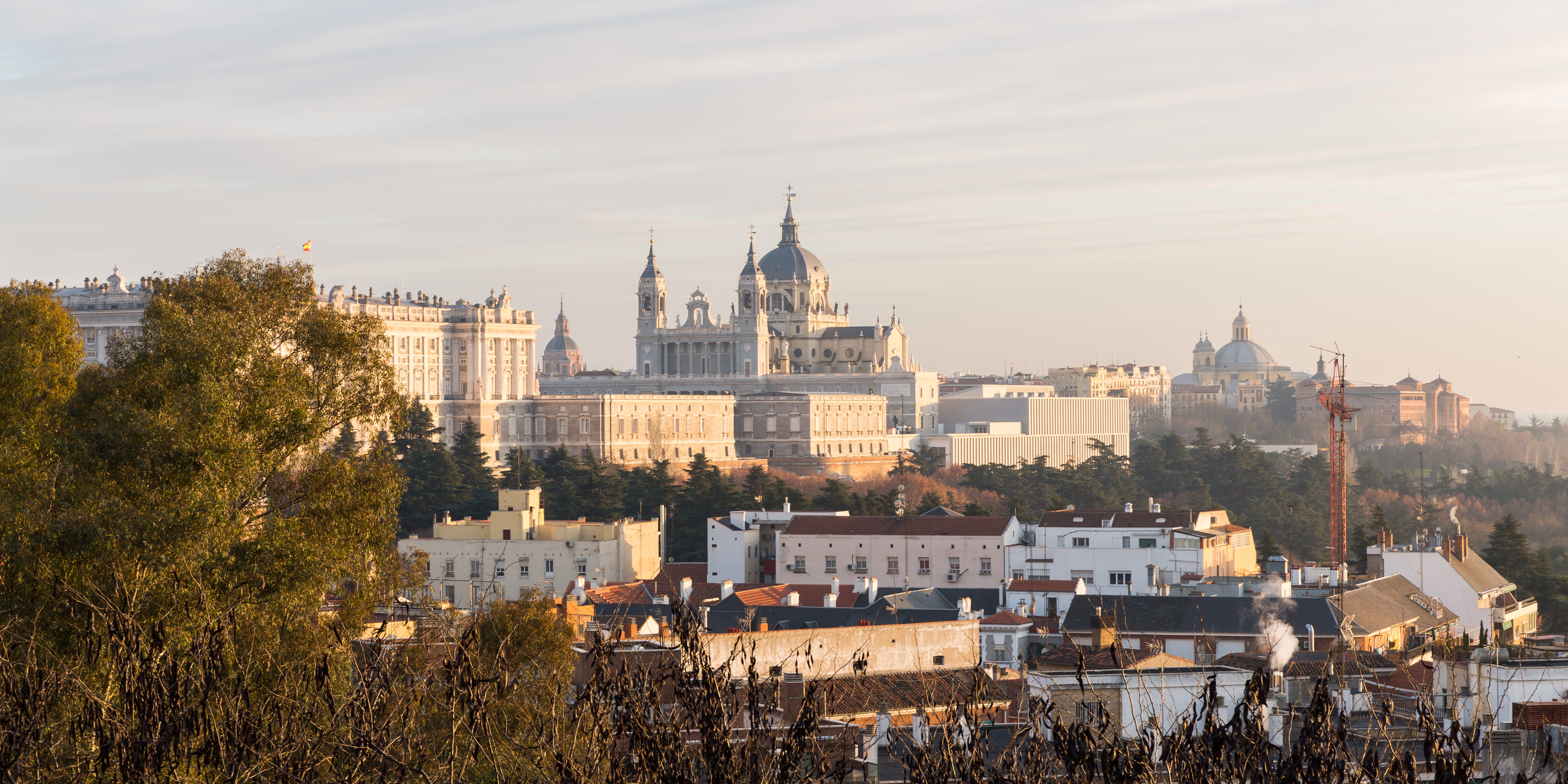
Kathedrale, vorgelagert der Königspalast

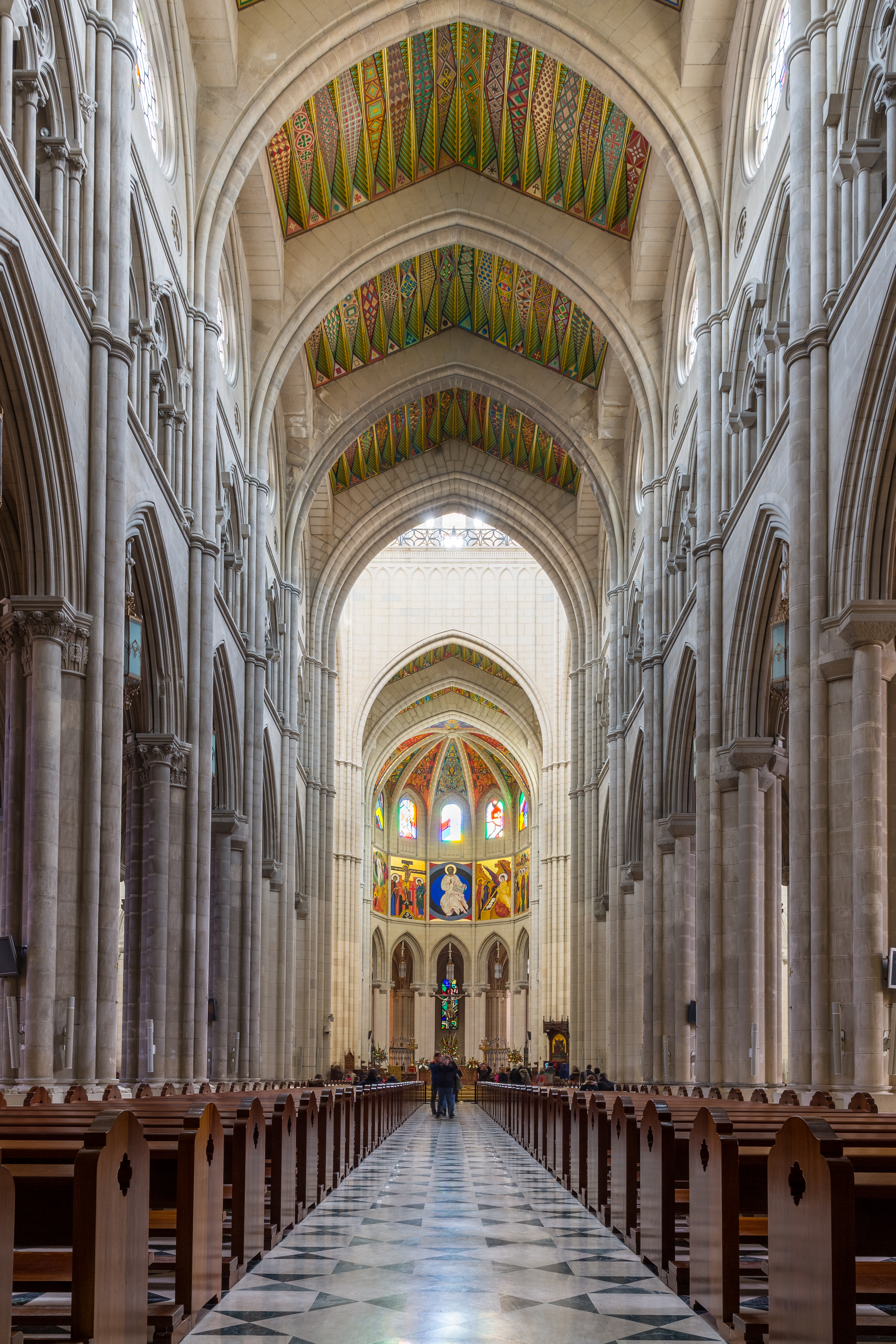
Blick auf Altar und Hauptschiff

Die Almudena-Kathedrale (Santa Iglesia Catedral Metropolitana de Santa María la Real de la Almudena) ist eine römisch-katholische Kathedrale in Madrid (Spanien).

## Geschichte
Erste Pläne zur Errichtung einer neuen Kirche, welche man der Hl. Maria von der Almudena (von arab. al-mudayna ‚Zitadelle‘, ein Titel der Gottesmutter Maria als Stadtpatronin von Madrid) widmen wollte, entstanden bereits im 16. Jahrhundert. Doch der Bau der Kathedrale begann nicht vor dem 19. Jahrhundert und wurde erst im Jahr 1993 beendet. In diesem Jahr wurde die Kathedrale von Papst Johannes Paul II. geweiht und zugleich zur Bischofskirche des Erzbistums Madrid erhoben (von der Bistumsgründung 1885 an hatte zunächst die Colegiata de San Isidro als provisorische Kathedrale gedient).
Obwohl die Kirche im neugotischen Stil begonnen wurde, errichtete man die Kathedrale schließlich im Stil des Neoklassizismus, um stilistisch zum angrenzenden Königspalast zu passen. Das Innere der Almudena-Kathedrale ist einzigartig modern, mit einem „Pop-Art“-Dekor, vom Ikonenmaler Kiko Argüello gestaltet.
Am 22. Mai 2004 fand mit der Hochzeit von Kronprinz Felipe von Spanien und Letizia Ortiz Rocasolano die erste königliche Hochzeit in der Kathedrale statt.
Am 7. Februar 2013 konnte ein Sprengstoffanschlag auf die Kathedrale verhindert werden, nachdem ein Geistlicher einen Sprengsatz nahe bei einem Beichtstuhl gefunden hatte. Daraufhin wurde die Kathedrale geräumt und weiträumig abgesperrt, bevor der Sprengsatz entschärft werden konnte.

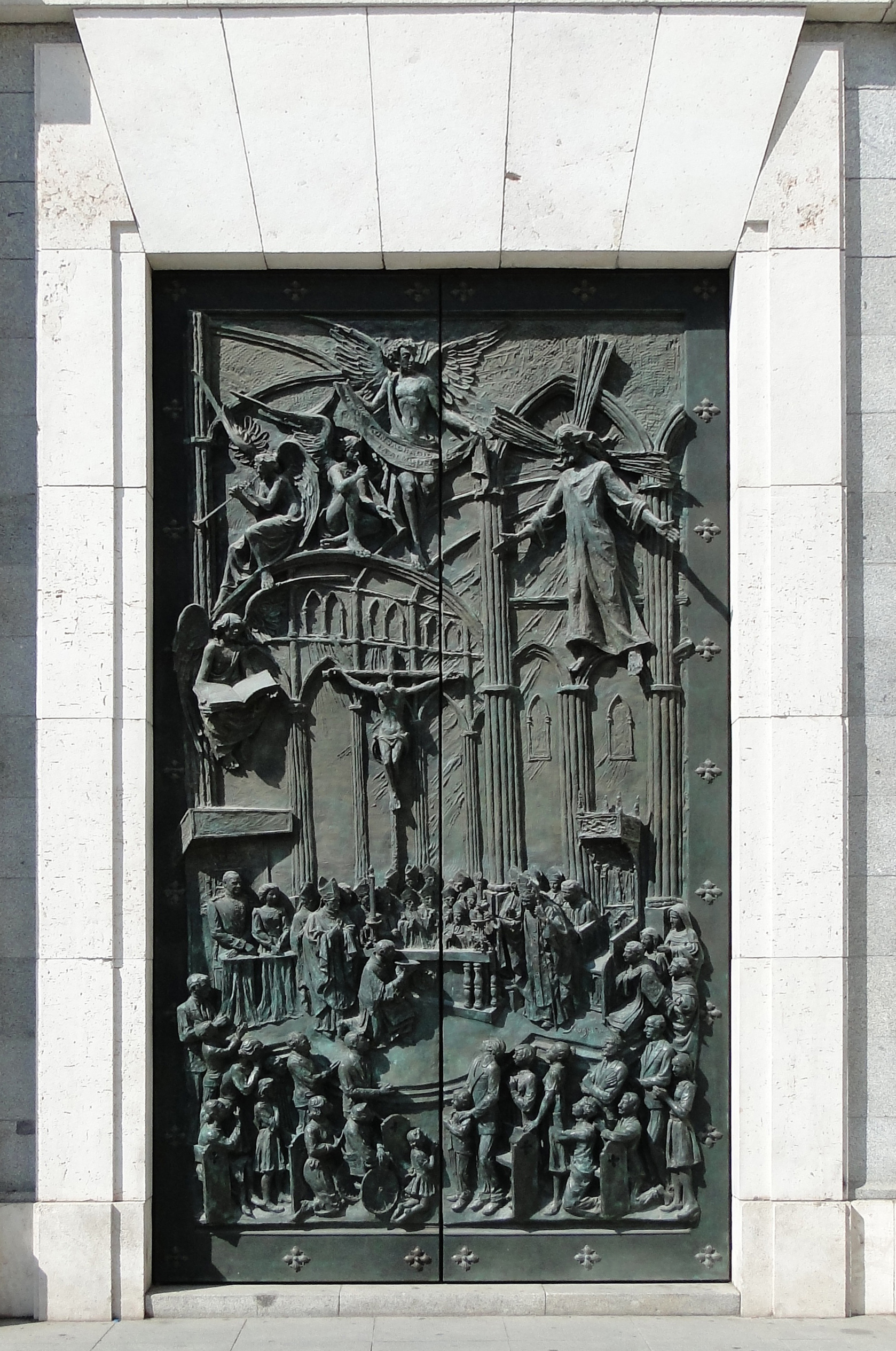
Bronzetür Eingangsportal
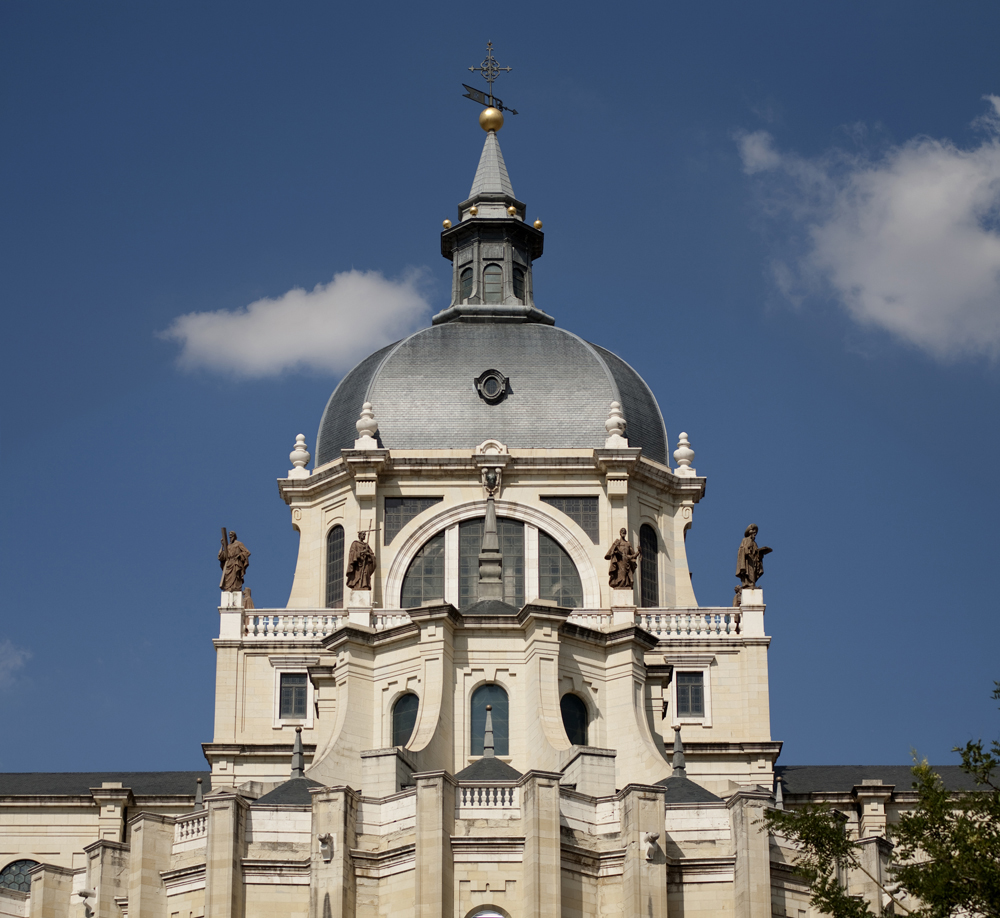
Vierungskuppel vom Chor aus gesehen
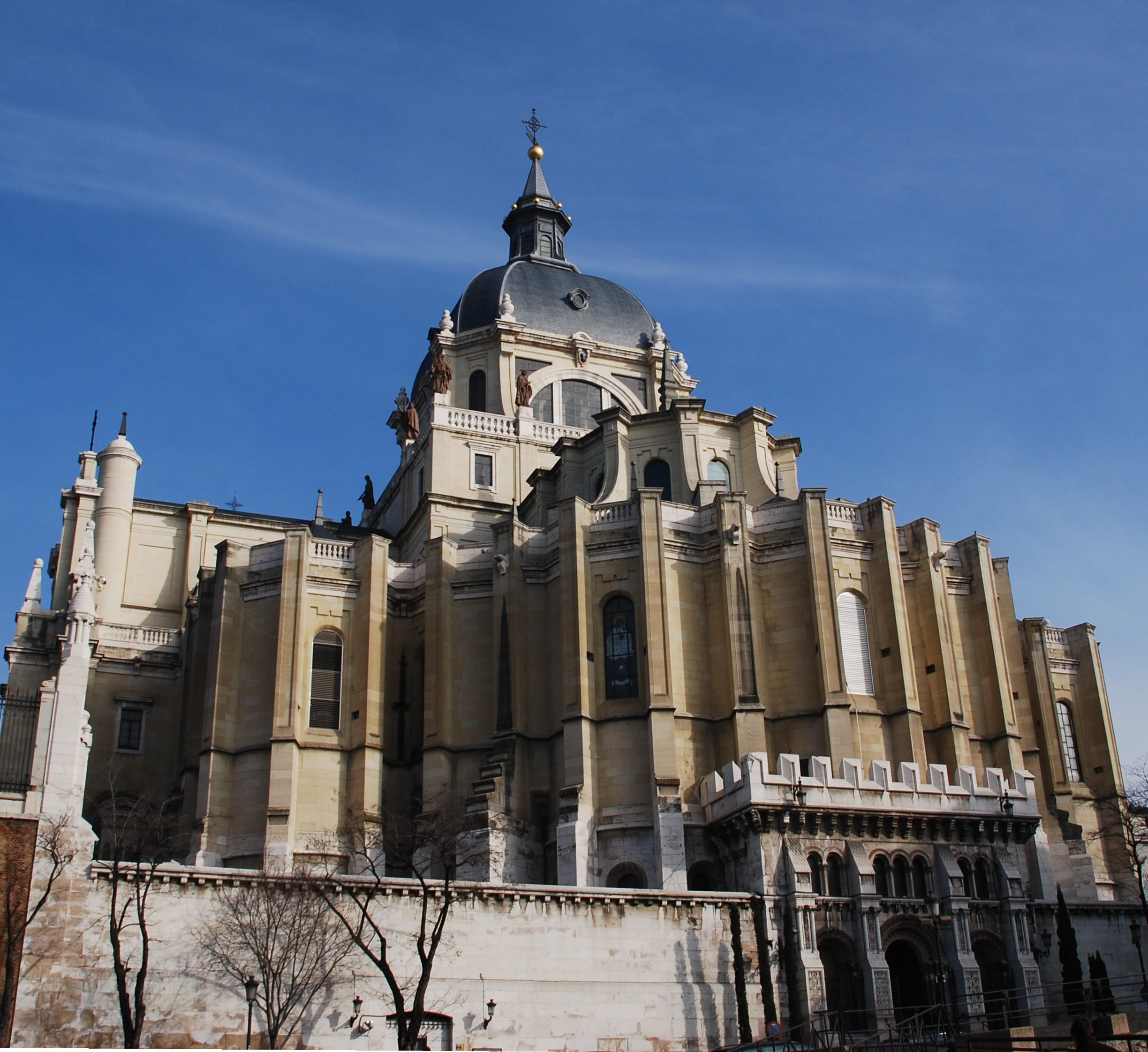
Südansicht
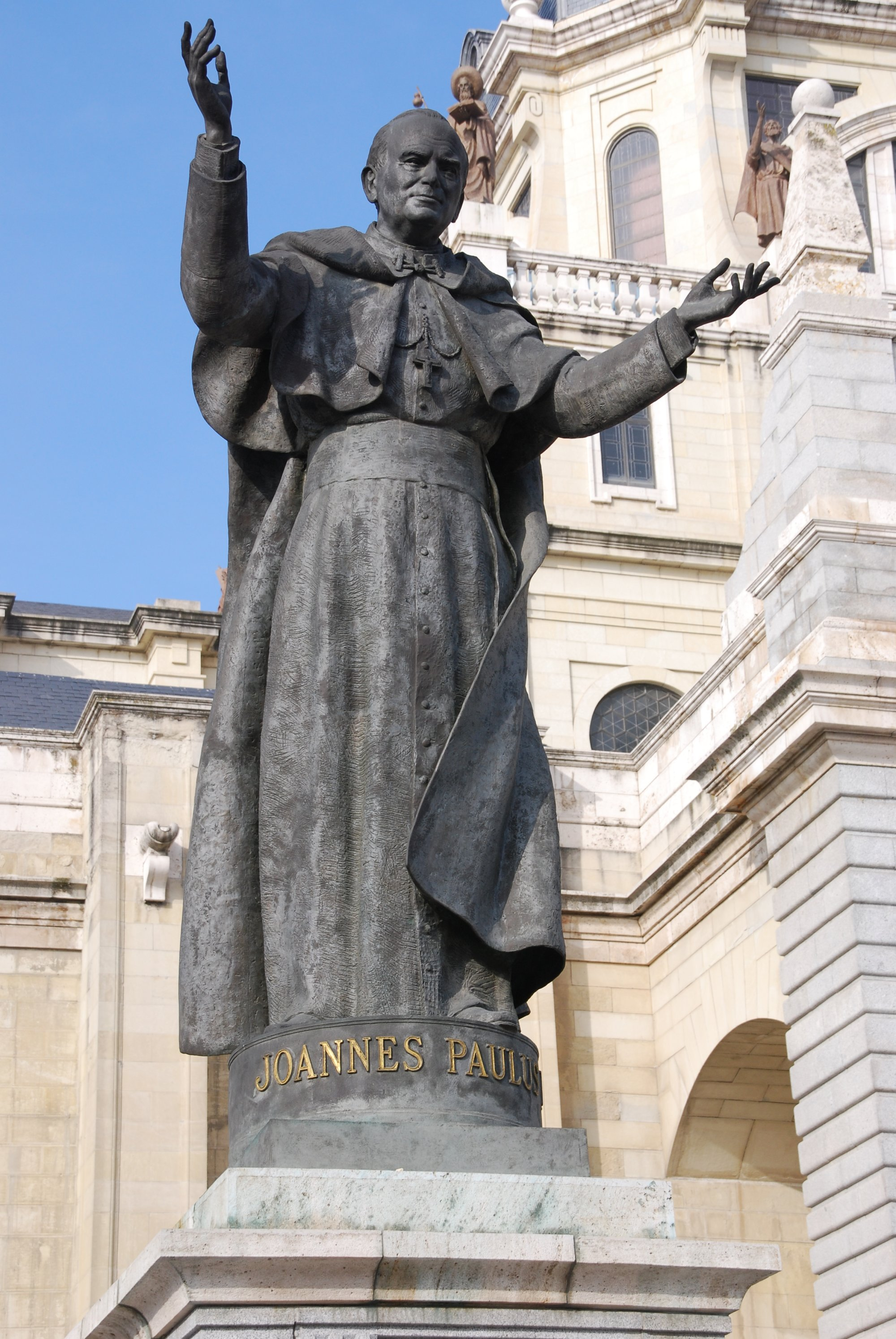
Denkmal Johannes Pauls II.

## Ausstattung

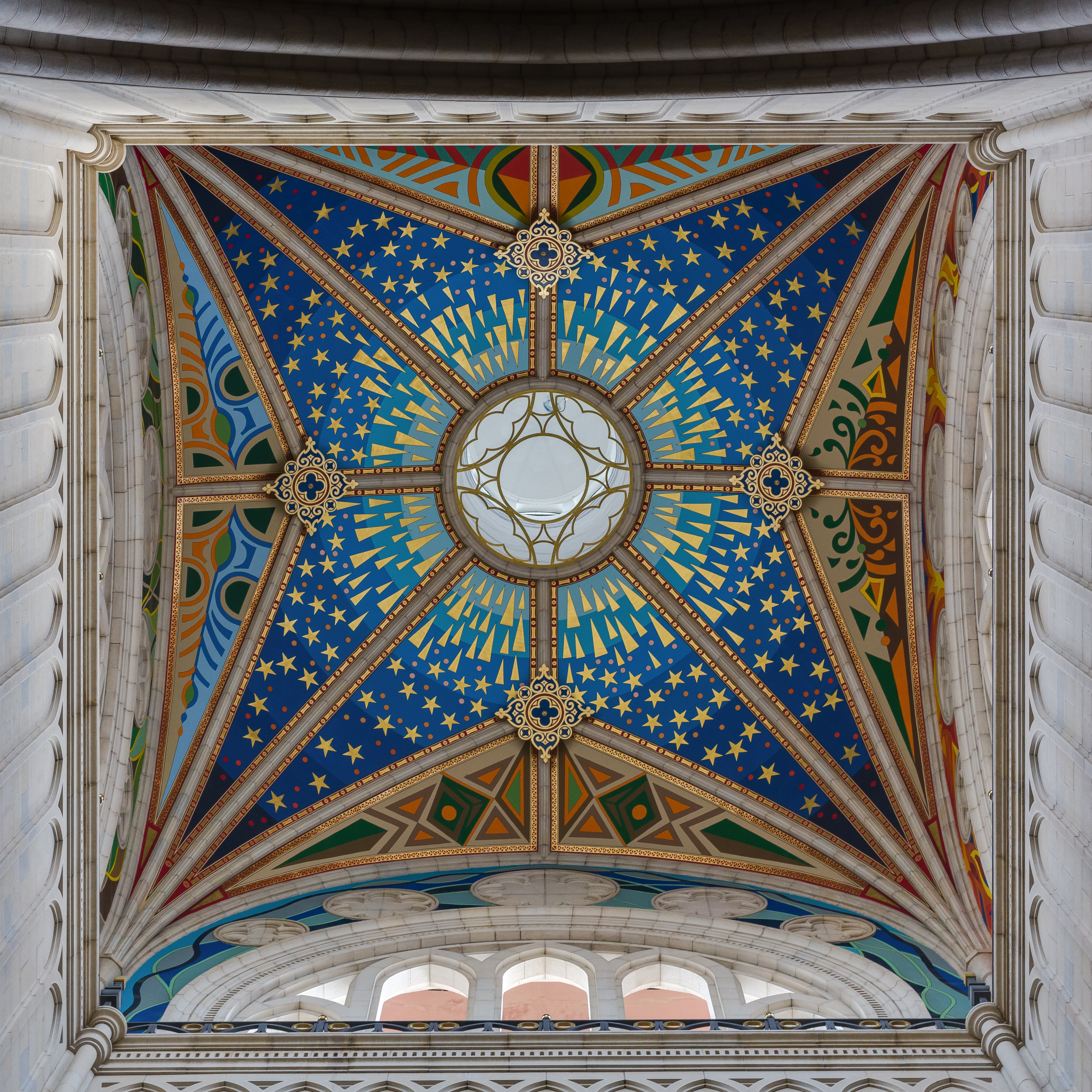
Ausmalung der Vierungskuppel

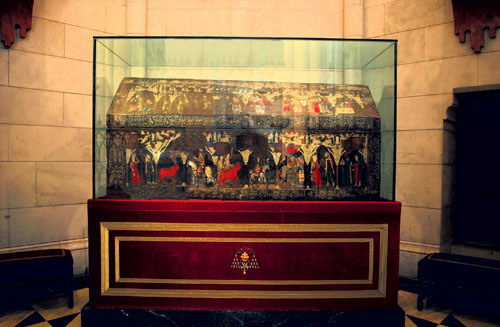
Schrein des hl. Isidoro

Die Kathedrale ist in Form eines lateinischen Kreuzes errichtet, bestehend aus dem zentralen Mittelschiff, flankiert von zwei Seitenschiffen, das sich in den Chorraum fortsetzt, der von einem Chorumgang umgeben wird, an den sich ein Kranz von fünf Kapellen anschließt. Im Gegensatz zur äußeren Erscheinung, die durch neoklassische und barocke Stilelemente beherrscht wird, ist der Innenraum maßgebend im neugotischen Stil errichtet. Auch ein Großteil der Ausstattung ist neugotisch.
Im südlichen Querschiff befindet sich der Altar der Virgen de la Almudena, der Patronin von Madrid. Die mittlere Chorkapelle ist dem Hl. Isidoro Labrador und seiner Frau, der Hl. María de la Cabeza geweiht, deren Bildnisse im 17./18. Jahrhundert vom Bildhauer Juan Villabrille y Ron geschaffen wurden. Sie flankieren einen Sarkophag aus dem 13. Jahrhundert, in dem eine Zeit lang die Gebeine des Heiligen aufbewahrt wurden. Der Sarkophag ist mit verschiedenen Szenen aus dem Leben der Heiligen bemalt. In der Almudena-Kathedrale ist seit 2000  ferner Maria de las Mercedes d’Orléans-Montpensier, Königin von Spanien, bestattet.
Die Kapellen, die links und rechts das Hauptschiff flankieren, sind zeitgenössischen Heiligen geweiht, u. a. dem Opus-Dei-Gründer Josemaría Escrivá de Balaguer, dem heiligen Priester Pedro Poveda, der Ordensgründerin Maria Josepha Sancho oder der Karmelitin Maravillas de Jesús. Sämtliche Kapellen sind im zeitgenössischen Stil eingerichtet.
Von besonderer Bedeutung sind auch die Fenster der Kathedrale, insbesondere der Apsis, die im Jahre 2004 fertiggestellt wurden.

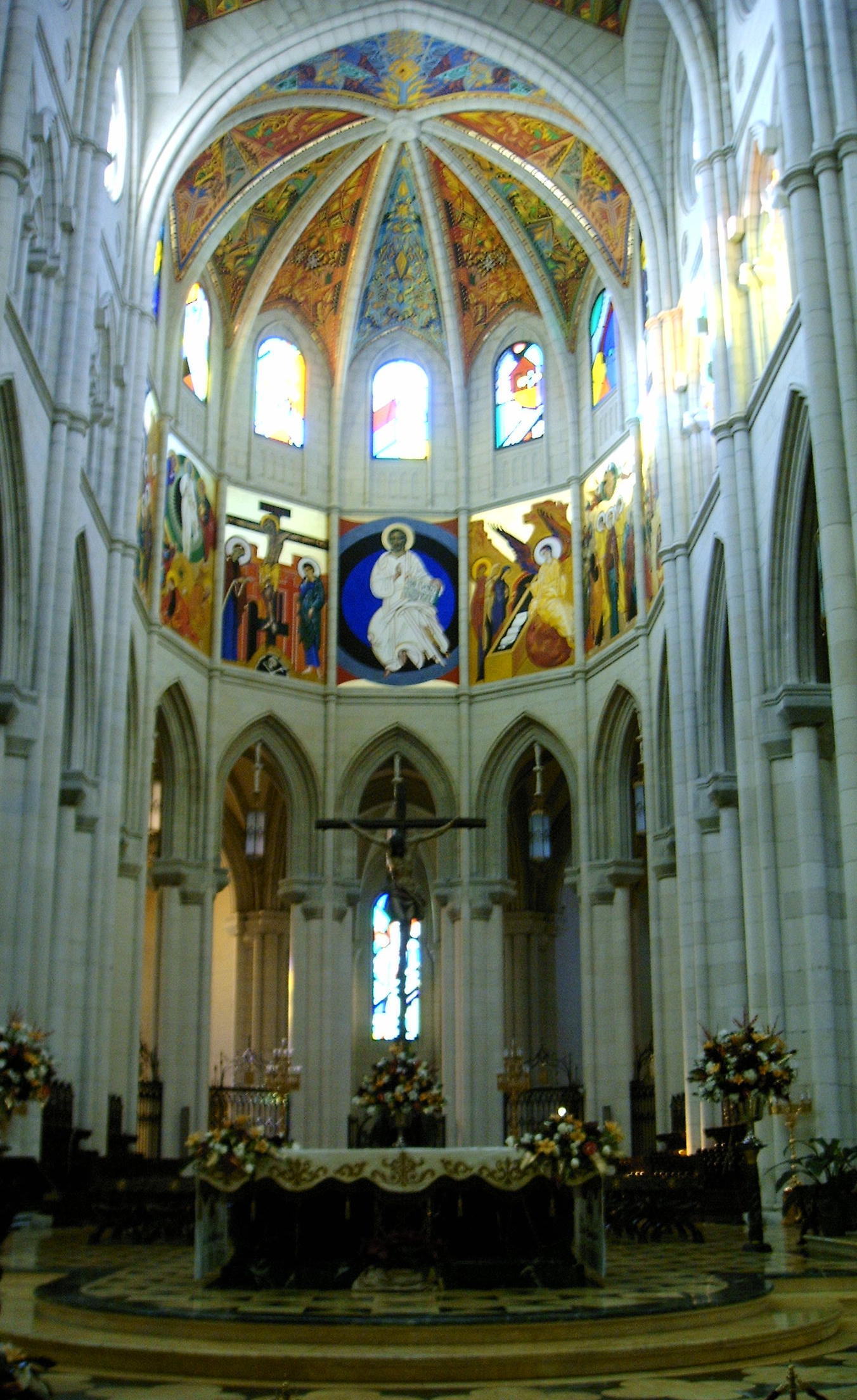
Blick in den Chorraum mit neu gestalteten Bildflächen
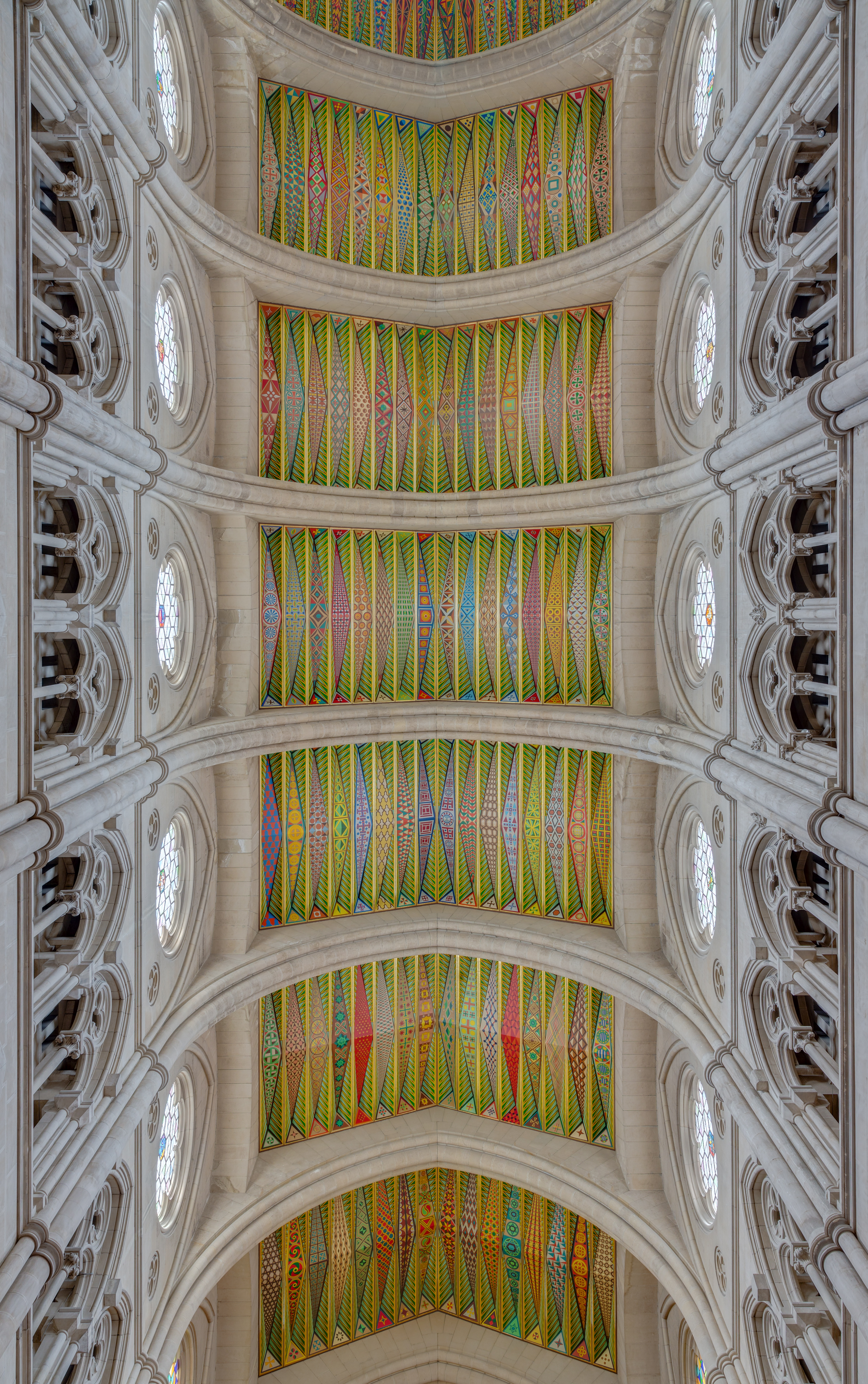
Deckenausmalung
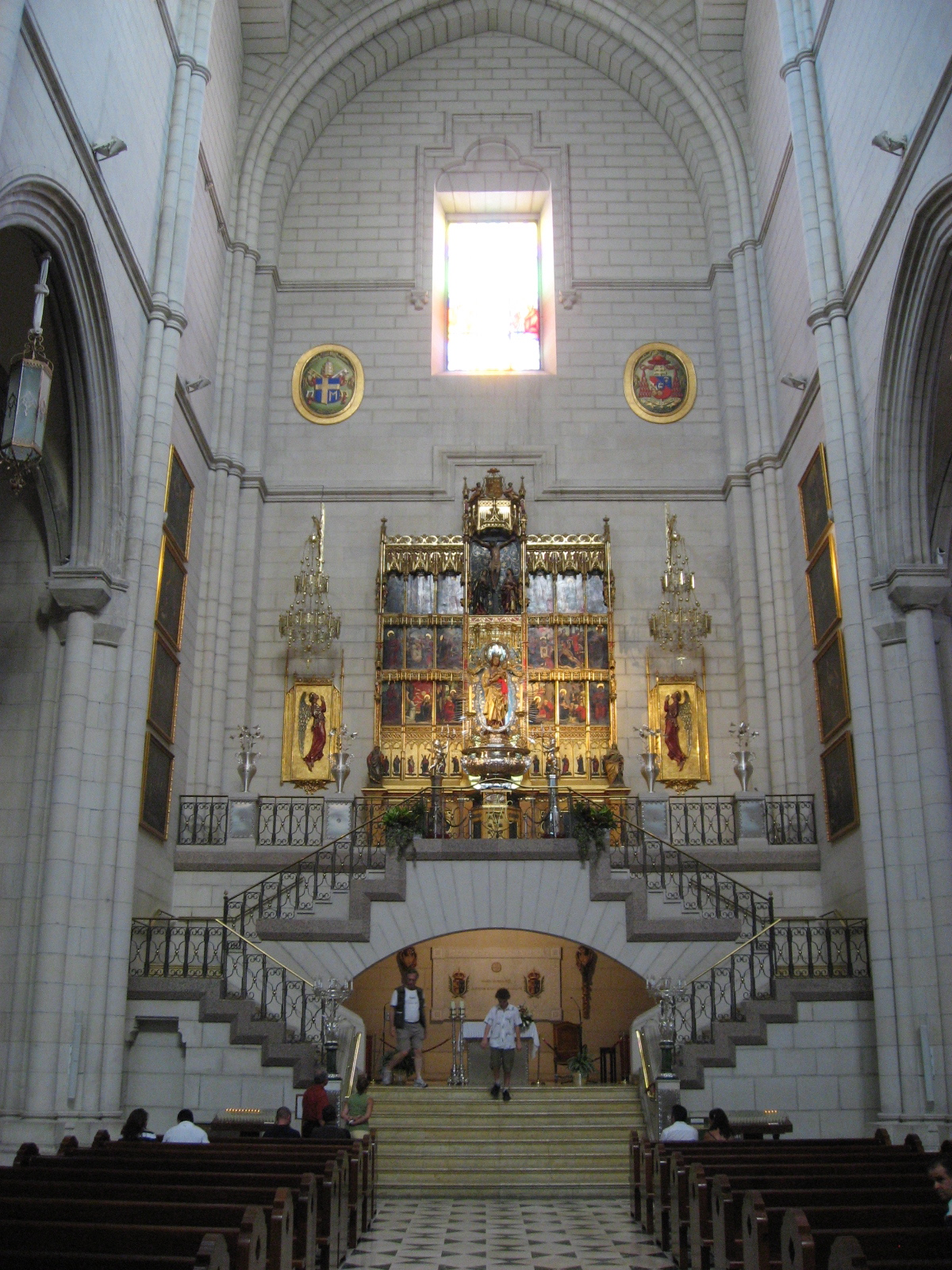
Altaranlage im südlichen Querhaus
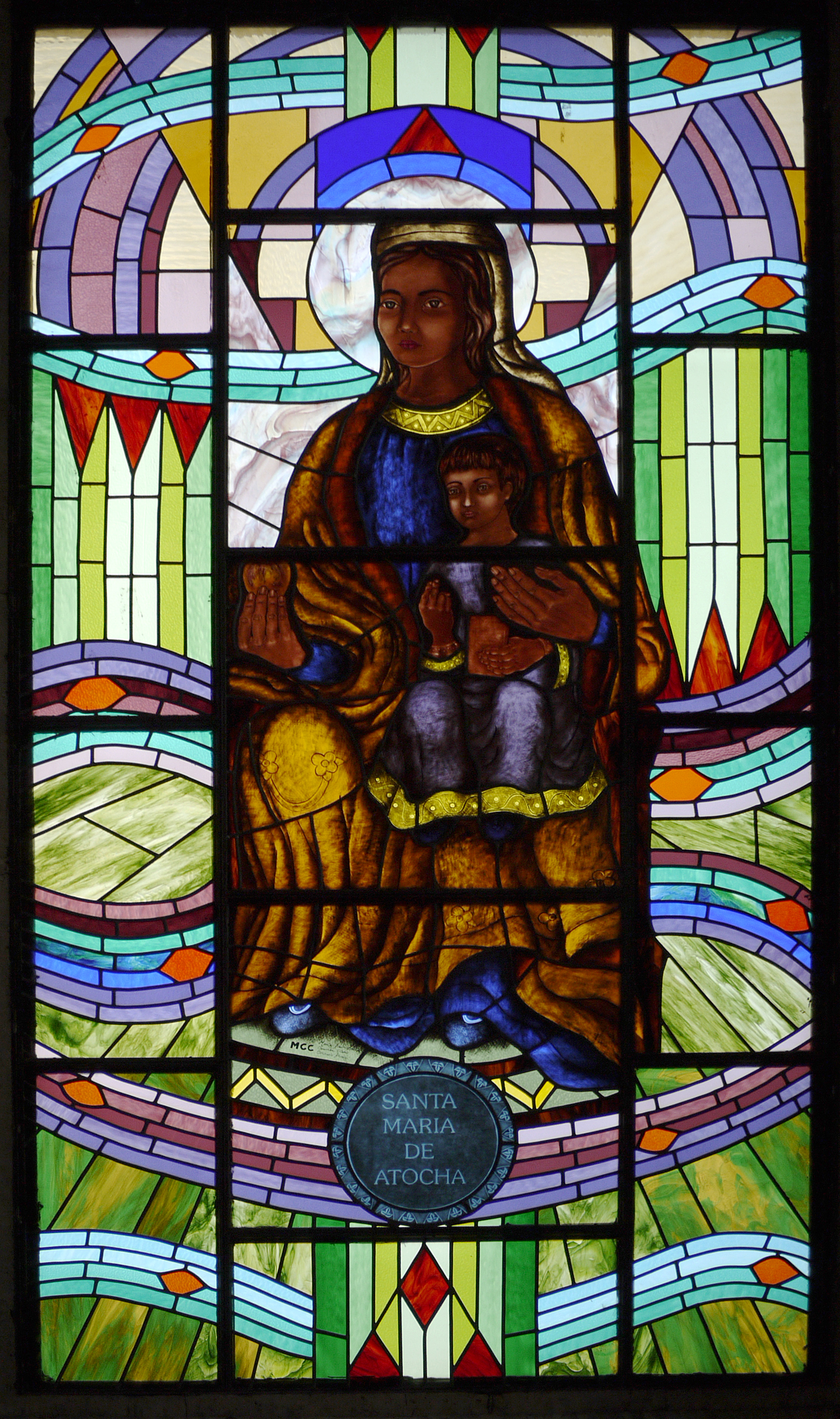
Fenster (Santa Maria de Atocha)

## Orgel

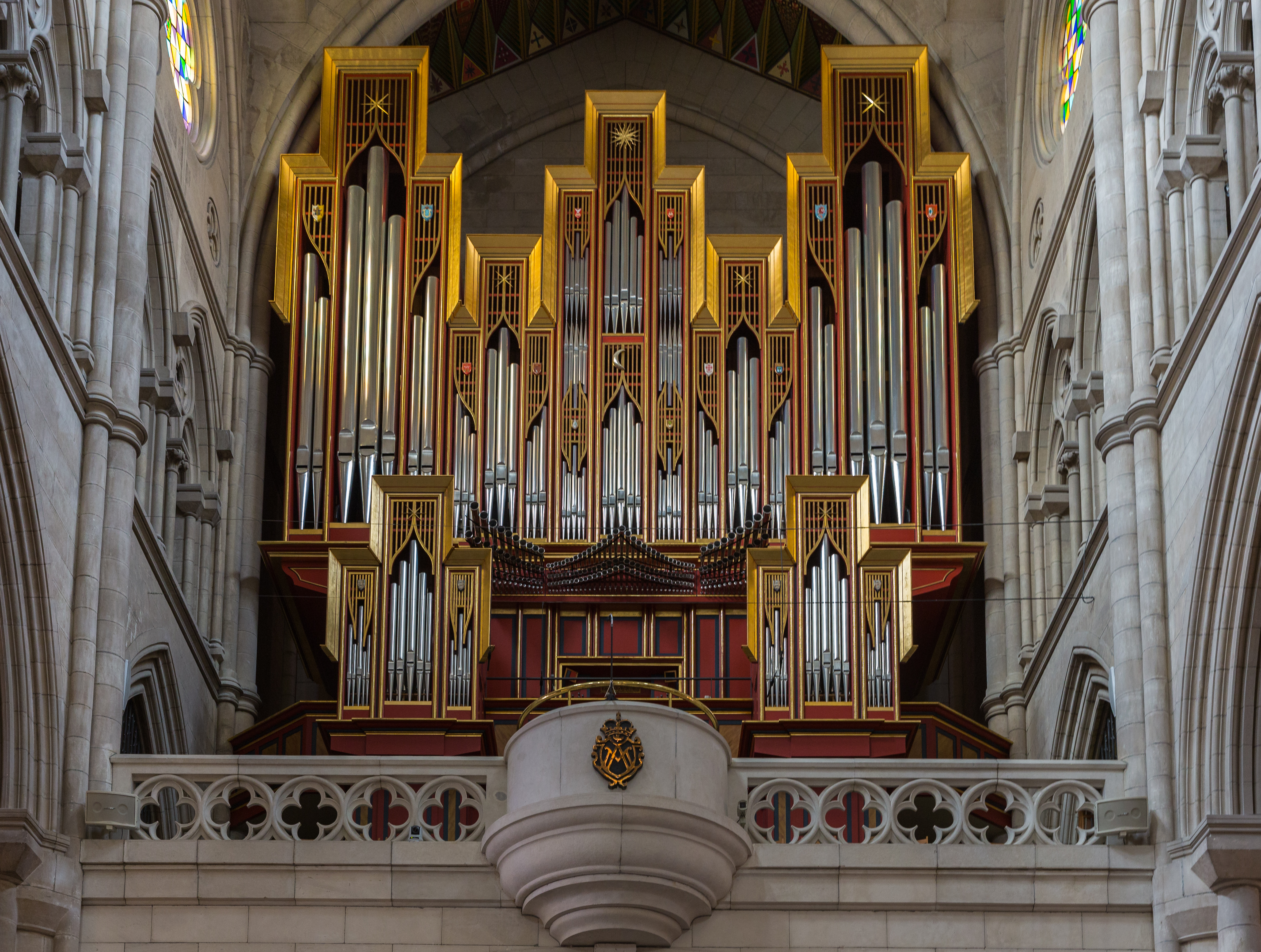
Grenzing-Orgel

Die Orgel wurde im Jahr 1999 vom Orgelbauer Gerhard Grenzing (El Papiol, Barcelona) erbaut. Das Instrument hat 70 Register auf vier Manualen und Pedal. Das Orgelgehäuse ist in Anlehnung an das Werksprinzip gestaltet; mit Ausnahme des Schwellwerkes sind die einzelnen Orgelwerke auch im Prospekt sichtbar. Das Rückpositiv befindet sich nicht direkt im Rücken des Organisten, sondern ist auf zwei kleine Gehäuse verteilt, die jeweils seitlich des Spieltisches untergebracht sind. Zu den Besonderheiten des Instruments zählt das groß dimensionierte Trompeten- bzw. Solowerk, welches neben den typischen spanischen Trompeten nach klassischer iberischer Orgelbautradition auch weitere Register i.S.e. Solowerkes aufweist. Die Spieltrakturen (Hängetrakturen) sind mechanisch.
| I Rückpositiv C-a3 |                    |         |
| 1.                 | Flautado           | 08′     |
| 2.                 | Tapado             | 08′     |
| 3.                 | Quintatón          | 08′     |
| 4.                 | Flauta Travesera 0 | 08′     |
| 5.                 | Octava             | 04′     |
| 6.                 | Tapadillo          | 04′     |
| 7.                 | Nazardo 12a        | 02 ⁄3′  |
| 8.                 | Quincena           | 02′     |
| 9.                 | Flauta Silvestre   | 02′     |
| 10.                | Nazardo 17a        | 01 3⁄5′ |
| 11.                | Nazardo 19a        | 01 ⁄3′  |
| 12.                | Churumbela II      |         |
| 13.                | Lleno IV           |         |
| 14.                | Címbala III        |         |
| 15.                | Serpenton          | 16′     |
| 16.                | Cromorno           | 08′     |
|                    | Tremolo            |         |

| II Hauptwerk C-a3 |                  |        |
| 17.               | Flautado Mayor   | 16′    |
| 18.               | Flautado         | 08′    |
| 19.               | Flauta Chiminea  | 08′    |
| 20.               | Flauta Armonica  | 08′    |
| 21.               | Octava           | 04′    |
| 22.               | Docena           | 02 ⁄3′ |
| 23.               | Quincena         | 02′    |
| 24.               | Lleno VI         |        |
| 25.               | Címbala IV       |        |
| 26.               | Trompeta Mayor 0 | 16′    |
| 27.               | Trompeta Real    | 08′    |

| III Schwellwerk C-a3 |                     |         |
| 28.                  | Violón Mayor        | 16′     |
| 29.                  | Flautado Tapado     | 08′     |
| 30.                  | Gamba               | 08′     |
| 31.                  | Onda Marina         | 08′     |
| 32.                  | Viola               | 08′     |
| 33.                  | Octava              | 04′     |
| 34.                  | Flauta Travesera    | 04′     |
| 35.                  | 17a Mayor           | 03 1⁄5′ |
| 36.                  | Nazardo 12a         | 02 ⁄3′  |
| 37.                  | Quincena            | 02′     |
| 38.                  | Pífano              | 02′     |
| 39.                  | Nazardo 17a         | 01 3⁄5′ |
| 40.                  | Séptima             | 01 ⁄7′  |
| 41.                  | Chiflete            | 01′     |
| 42.                  | Lleno IV            |         |
| 43.                  | Tercerilla III      |         |
| 44.                  | Fagot               | 16′     |
| 45.                  | Trompeta Armonica 0 | 08′     |
| 46.                  | Oboe                | 08′     |
| 47.                  | Voz Humana          | 08′     |
| 48.                  | Clarín Campaña      | 04′     |
|                      | Tremolo             |         |

| IV Trompetería C-a3 |                    |     |
| 49.                 | Trompeta Magna     | 16′ |
| 50.                 | Trompeta Batalla 0 | 08′ |
| 51.                 | Clarín             | 08′ |
| 52.                 | Orlos              | 08′ |
| 53.                 | Bajoncillo         | 04′ |
| 54.                 | Violeta            | 02′ |
| 55.                 | Corneta VI         |     |
| 56.                 | Violón             | 08′ |
| 57.                 | Flauta Dulce       | 04′ |

| Pedal C-g1 |                   |     |
| 58.        | Grave             | 32′ |
| 59.        | Contras           | 16′ |
| 60.        | Subbajo           | 16′ |
| 61.        | Flautado          | 08′ |
| 62.        | Bajo Cónico       | 08′ |
| 63.        | Octava            | 04′ |
| 64.        | Corno             | 02′ |
| 65.        | Compuestas III0   |     |
| 66.        | Lleno V           |     |
| 67.        | Contra Bombarda 0 | 32′ |
| 68.        | Bombarda          | 16′ |
| 69.        | Trompeta          | 08′ |
| 70.        | Clarín            | 04′ |

- Koppeln:  I/II, III/I, III/II, IV/II, III 16′/II, I/P, II/P, III/P, IV/P, IV 4′/P

## Glocken
In den beiden Türmen der Kathedrale hängen insgesamt 21 Glocken.
In den Maueröffnungen des Ost- und des Westturmes hängen jeweils vier Glocken, die im Überschlag-Verfahren geläutet werden. Die (größeren) Glocken im Westturm wurden 1998 von der Glockengießerei Ocampo (Arcos de Condesa) gegossen, die (kleineren) Glocken im Ostturm 2003–2004 vom Glockengießer Quintana (Saldana).
| Nr. | Name                               | Gießer                                           | Gussjahr | Durchmesser (cm) | Gewicht (kg) | Nominal (16tel) | Turm |
| --- | ---------------------------------- | ------------------------------------------------ | -------- | ---------------- | ------------ | --------------- | ---- |
| 1   | Benedicta                          | Quintana, Campanas (Saldana)                     | 2003     | 105              | 670          | fis1            | Ost  |
| 2   | Ancilla Domini                     | Quintana, Campanas (Saldana)                     | 2003     | 117              | 927          | es1             | Ost  |
| 3   | Magnificat                         | Quintana, Campanas (Saldana)                     | 2003     | 131              | 1302         | es1             | Ost  |
| 4   | Gratia Plena                       | Quintana, Campanas (Saldana)                     | 2004     | 140              | 1589         | des1            | Ost  |
| 5   | Santa María de la Flor de Lis      | Ocampo, Artesanos Campaneroas (Arcos de Condesa) | 1998     | 138              | 1522         | es1             | West |
| 6   | Santa María de Atocha              | Ocampo, Artesanos Campaneroas (Arcos de Condesa) | 1998     | 140              | 1589         | e1              | West |
| 7   | Santa María de la Paloma           | Ocampo, Artesanos Campaneroas (Arcos de Condesa) | 1998     | 146              | 1802         | h0              | West |
| 8   | Santa María la Real de la Almudena | Ocampo, Artesanos Campaneroas (Arcos de Condesa) | 1998     | 155              | 2156         | b0              | West |

Im Inneren des Ostturms hängt ein 13-stimmiges Carillon, das 2003 vom Glockengießer Quintana (Saldana) gegossen wurde. Die Glocken wiegen zwischen 37 und 579 kg; ihre Durchmesser liegen zwischen 40 und 100 cm. Es hat die Schlagtöne c1 - c2.